# Messier 34
A Messier 34 (más néven M34, vagy NGC 1039) egy nyílthalmaz a Perseus csillagképben.

## Felfedezése
Az M34 nyílthalmazt 1654 előtt fedezte fel Giovanni Battista Hodierna. Charles Messier francia csillagász Hodiernától függetlenül újra felfedezte, majd 1764. augusztus 25-én katalogizálta.

## Tudományos adatok
Az M34 becsült kora 180 millió év. Trumpler osztálya I,3,m (Sky Catalog 2000) vagy II,3,r (Götz).

## Megfigyelési lehetőség
Az M34 megfelelően jó körülmények között akár szabad szemmel is látható. Legkönnyebben a γ Andromedae és a β Persei (Algol) csillagok közé húzott képzeletbeli egyenestől kissé északra található meg.